# Аболиционизм в криминологии
Аболиционизм в криминологии — стремление к полному отказу от института тюрьмы,
а в более широком смысле — к отмене уголовного права.
Криминологи-аболиционисты придерживаются мнения, согласно которому государство не должно определять вид наказания и способ его исполнения. Согласно их взглядам, эту задачу должны совместно решать родные и близкие преступника или жертвы.
Это направление возникло в 1970-е годы. Известные криминологи-аболиционисты — Нильс Кристи и Томас Матисен (Норвегия), Герман Бьанки и Люк Хюльсман (Голландия).
В качестве альтернативы уголовному наказанию сторонники аболиционизма предлагают шире использовать особый механизм урегулирования конфликтных ситуаций; многие из них придерживаются мнения, что государство не должно определять вид наказания и способ его исполнения, а эту задачу должны совместно решать близкое окружение преступника и его жертвы.
Умеренными аболиционистами выдвигаются предложения о использовании практики краткосрочного лишения свободы на срок, не превышающий четырёх лет для взрослых мужчин и более двух лет для женщин и несовершеннолетних, с целью избежать эффекта «исключённости», необратимых изменений психики человека..

## Аргументы в пользу отказа от института тюрьмы
- Существует нехватка адвокатов, способных защищать интересы обвиняемых в суде;
- Обвиняемых в распространении наркотиков в большинстве случаев на самом деле преследуют на основе их этнической принадлежности;
- Тюремное заключение ложится тяжелым социально-экономическим бременем как на осужденного, так и на общество;
- По мнению Коалиции штата Массачусетс за сокращение вреда, пенитенциарная система нарушает Всеобщую декларацию прав человека;
- Существуют более эффективные методы предотвращения преступлений и компенсации вреда, нанесенного жертвам преступления, чем тюремное заключение преступника;
- Справедливость судебного заключения находится в зависимости от финансовых возможностей обвиняемого;
- Тюрьмы отчуждают заключенных от семей и друзей, а также разрушают важные социальные связи;
- В США небелокожих людей и представителей рабочего класса подвергают тюремному заключению непропорционально чаще, чем белых финансово обеспеченных людей;
- Тюремный приговор за преступление, совершенное на почве бедности, впоследствии мешает осужденным обеспечить себе легальное трудоустройство, тем самым толкая их на новые преступления;
- Не существует доказательств того, что тюрьмы уменьшают склонность людей к насилию;
- В тюрьмах не происходит реабилитации наркоманов.